# 貞観式
貞観式（じょうがんしき）は、平安時代初期に編纂・施行された式。全20巻。
清和天皇の貞観年間に藤原氏宗・南淵年名・大江音人・菅原是善・紀安雄・大春日安永・布瑠道永・山田弘宗の8名によって編纂が行われ、貞観13年8月25日（871年9月13日）に奏進され、同年10月22日（同年12月7日）の勅によって施行された。
既存の『弘仁式』を増訂・追補した諸規定・細則を集めて編纂し、『弘仁式』を廃止することなく、両方を併用する方式を採った。なお、『弘仁式』にある条文を改訂した場合には、その条文に「前式（さきのしき）」と明示して、その後に「今案（いまあんずるに）」という書き出しを用いて改訂内容を記載する表記法を取った。このため、編纂期間は短縮されて巻数も『弘仁式』の半分に収まったが、その一方で『弘仁式』と『貞観式』の両方を参照しなければならなかったために、却って不便を生じ、後に全面的改訂を施した『延喜式』を編纂して、『弘仁式』・『貞観式』の施行を停止する一因となった。
現在では一部が逸文として残されているものの、大部分が散逸している。